# Дикуша канадська
Дикуша канадська (Canachites canadensis) — вид куроподібних птахів родини фазанових. Поширений в Північній Америці.

## Поширення
Ареал поширення виду включає Аляску, значні частини Канади та частини Нової Англії, Мічигану, Вашингтону, Орегону та Айдахо . В основному це бореальний і осілий вид, ареал поширення майже точно співпадає з північноамериканською тайгою.

## Підвиди
Визнано шість підвидів:
- Canachites canadensis osgoodi Bishop, 1900[4], трапляється на півночі Аляски.
- Canachites canadensis atratus Grinnell, 1910[5], поширений на півдні Аляски.
- Canachites canadensis canadensis (Linnaeus, 1758)[6], зустрічається від центральної Альберти до Лабрадору та Нової Шотландії.
- Canachites canadensis canace (Linnaeus, 1766)[7], поширений у південно-східній Канаді та північно-східному регіоні США.
- Canachites canadensis isleibi (Dickerman & Gustafson, 1996)[8], на південному сході Аляски.
- Canachites canadensis franklinii (Douglas, 1829)[9], поширений від південно-східної Аляски до північно-західного Вайомінгу та Айдахо.

## Опис
Птах завдовжки від 38 до 45 см. Розмах крил становить від 50 до 60 см. Вага коливається від 450 до 650 грам. Як і в інших тетеруків, вага сильно змінюється впродовж року. Самець має в основному сіро-коричневе пір'я з чорною грудьми з білими плямами з боків і чорним горлом. Чорний хвіст має каштаново-коричневі кінчики. У період розмноження у самця над оком з'являється червоний гребінь. Самець підвиду C. c. franklinii, який мешкає в північних Скелястих горах, не має коричневого хвоста; однак він має білі кінчики на верхніх покривах хвоста. Самиця плямисто-коричнева з темними і білими смугами на нижній стороні.

## Спосіб життя
Живе поодиноко або невеликими сімейними групами. Небоязкий: він злітає тільки тоді, коли людина наближається на відстань від 6 до 45 метрів. Раціон складається в основному з хвої і бруньок хвойних дерев. У теплу пору року також доповнюють раціон листям, квітами і ягодами, наприклад, чорницею і горобиною. Молоді птахи також поїдають більшу кількість комах.
Під час шлюбного сезону самець розпушує пір'я, махає крилами, а іноді коротко змахує ними, щоб привабити самиць. Гніздо — виїмка в землі, вистелена травою і прихована під гілками молодої ялини. Кладка складається з восьми-одинадцяти яєць бежевого кольору, які також можуть мати коричневі плями. Молоді пташки вилуплюються приблизно через три тижні та вилітають через десять днів.